# 1986 (山下久美子のアルバム)
『1986』は、山下久美子の10枚目のスタジオ・アルバム。1986年10月21日に日本コロムビアから発売された。

## 概要
前作から約11か月での発売となるアルバム。前作『BLONDE』でギターとして参加した布袋寅泰がサウンド・プロデュースとして全面的に参加した作品で、『ロックンロール3部作』の1作目として発売された。
以後の作品でも、布袋がアルバムのプロデュースを担当し、本作がその1枚目となる。山下は制作にあたり特別不安はなかったが、プロデュースを担当した布袋は不安と緊張の毎日だったと『ミュージック・スクエア』で語っている。
『BLONDE』発売後にリリースされたシングル『FLIP FLOP & FLY』『GIRL-FRIEND』『BOY-FRIEND」、および先行シングル『SINGLE』のB面曲「I can't get you」は本作には収録されなかった。

## 再発売
1990年5月21日に、CDのみ値段を改定して再発売。
1994年11月21日に、CD文庫1500シリーズの1つとして再発売。
2009年4月20日に、オンデマンドCDとして再発売。
2020年10月21日に、デビュー40周年記念ベスト・アルバム『愛☆溢れて! 〜Full Of Lovable People〜』と同時に、UHQCD仕様で発売された。

## 収録曲

### SIDE A
| 全編曲: 布袋寅泰。 |                         |                        |           |       |
| #                  | タイトル                | 作詞                   | 作曲      | 時間  |
| 1.                 | 「REINCARNATION」       | 布袋寅泰               | 布袋寅泰  | 4:52  |
| 2.                 | 「LUCKY MAN」           | 山下久美子             | 布袋寅泰  | 4:46  |
| 3.                 | 「Nomore, Rumour」      | 山下久美子             | 布袋寅泰  | 4:15  |
| 4.                 | 「SINGLE」              | 竹花いち子・山下久美子 | 布袋寅泰  | 3:56  |
| 5.                 | 「笑ってよ フラッパー」 | 竹花いち子             | 村松邦男  | 5:32  |
| 合計時間:          | 合計時間:               | 合計時間:              | 合計時間: | 23:21 |

### SIDE B
| 全編曲: 布袋寅泰。 |                         |            |           |       |
| #                  | タイトル                | 作詞       | 作曲      | 時間  |
| 1.                 | 「WALKIN' IN MY SLEEP」 | 竹花いち子 | 村松邦男  | 3:58  |
| 2.                 | 「ANGEL BEAT」          | 山下久美子 | 布袋寅泰  | 4:21  |
| 3.                 | 「うたたねチャーリー」  | 竹花いち子 | 布袋寅泰  | 3:40  |
| 4.                 | 「STOIC DRUNKER」       | 竹花いち子 | 布袋寅泰  | 4:05  |
| 5.                 | 「On Sunday's 1986」    | 山下久美子 | 布袋寅泰  | 4:14  |
| 合計時間:          | 合計時間:               | 合計時間:  | 合計時間: | 20:18 |

## 楽曲解説

### SIDE A
1. REINCARNATION
  - 1987年3月1日にシングルカットされた12インチシングル「REINCARNATION」に、リミックスバージョンである「REINCARNATION (Remixed Long Version With Strings)」が収録されている。
2. LUCKY MAN
3. Nomore, Rumour
4. SINGLE
  - 先行シングル。
  - 花王『ピュア』CMソング。
5. 笑ってよ フラッパー

### SIDE B
1. WALKIN' IN MY SLEEP
2. ANGEL BEAT
3. うたたねチャーリー
4. STOIC DRUNKER
5. On Sunday's 1986
  - 1987年3月1日にシングルカットされた12インチシングル「REINCARNATION」に、リミックスバージョンである「On Sunday's 1986 ('87 Version)」が収録されている。

## 参加ミュージシャン
Sound Produced by 布袋寅泰
- Drums：川島一秀, 高橋まこと
- Fretless Bass：有賀啓雄
- Bass：浅田孟, 松井恒松
- Keyboards：富樫春生 from IMA, 国吉良一, 西本明
- Computer Program：松武秀樹
- Violin：中西俊博
- Guitar：布袋寅泰
- Chorus：布袋寅泰, 布袋久美子